# 캔자스 대 크레인
‘캔자스 대 크레인’, 연방 534번 407쪽(2002)은 연방 대법원 판례인데 그것에서 법원은 '캔자스 성폭력 흉악범 법안(에스브이피에이)'을 실체적 적법 절차에 부합한다는 판단을 유지했다.
법원은 ‘캔자스 대 헨드릭스’에서의 그것의 이전의 판단이 전체적인 혹은 완전한 통제의 상실이라는 요건을 구성하지는 않는다고 말했지만, 일정한 통제 상실의 확신 없이 성범죄자의 구속을 헌법이 허용하지 않는다고 말했다.